# Miss Universo 1983

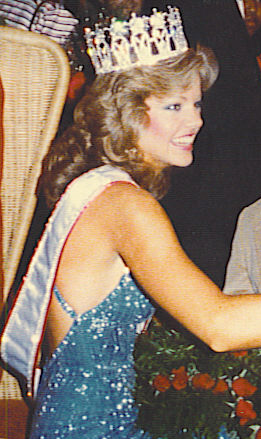
Julie Hayek, Miss Estados Unidos, ganadora de traje de baño y 1.ª finalista.

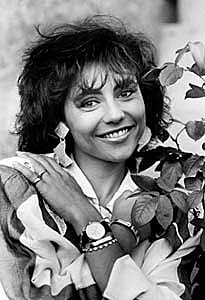
Lolita Morena, Miss Suiza, Miss Fotogénica y 3.ª finalista.

Miss Universo 1983, la 32.ª edición del concurso de belleza Miss Universo, se realizó en el Kiel Auditorium en San Luis, Misuri, Estados Unidos, el 11 de julio.
Ochenta candidatas, representantes de igual número de países y territorios, compitieron por el título en esta versión del certamen. Al final del evento, Karen Baldwin, Miss Universo 1982, de Canadá, coronó como su sucesora a Lorraine Downes, de Nueva Zelanda. Elegida por un jurado de once personas, la ganadora, de 18 años, se convirtió en la primera —y hasta ahora única— representante de su país en obtener el título de Miss Universo.
Este fue el decimoséptimo concurso animado de forma consecutiva por el presentador de televisión estadounidense Bob Barker. Como comentarista, actuó la actriz Joan Van Ark. John Schneider y José Luis Rodríguez se encargaron del entretenimiento. El programa fue transmitido vía satélite por la cadena de televisión estadounidense CBS en colaboración con KMOV.

## Antecedentes

### Sede y fecha
Esta edición estaba inicialmente programada para llevarse a cabo en Cartagena de Indias (Colombia). Sin embargo, debido a la inestabilidad económica que afectaba a Colombia y a gran parte de América Latina, el evento se trasladó a otra ubicación. El 4 de marzo de 1983, el alcalde de San Luis, Vincent Schoemehl, y el ejecutivo del condado de San Luis, Gene McNary, anunciaron que la competencia se llevaría a cabo en el Kiel Auditorium de San Luis el 11 de julio de 1983.

### Selección de candidatas

#### Reemplazos
Frederique Leroy, primera finalista del concurso Miss Francia 1983, fue coronada Miss Francia después de que a la titular original, Isabelle Turpault, le fuera revocado su título debido a la publicación de fotos suyas desnuda en una revista francesa. La Miss Turquía 1983, Hülya Avşar, debería haber participado en esta edición, pero se descubrió que estaba casada y divorciada. Como resultado, fue despojada de su título y la primera finalista, Dilara Haraççı, la reemplazó.
El gobierno de Indonesia emitió una advertencia en contra de la participación de Miss Indonesia 1983, Andi Botenri, en el concurso, después de que una foto de las candidatas, incluyendo a Botenri, luciendo trajes de baño, fuera publicada en los periódicos de Yakarta. Esta imagen desencadenó una protesta en la capital indonesia en contra de su participación. Según el Ministerio de Cultura de Indonesia, la participación en concursos de belleza internacionales que incluyan competencias en trajes de baño se considera inmoral y va en contra de la ideología del país. Pese a la advertencia, Botenri decidió seguir adelante con su participación en el concurso.

#### Debuts, regresos y retiros
Esta edición marcó los debuts de Gambia y las Islas Cook, y los regresos de Chipre, Gibraltar, Guayana Francesa y Líbano. Guayana Francesa había competido por última vez en 1977, Líbano en 1978, mientras que los restantes en 1981. Nueva Caledonia, San Martín y Surinam se retiraron.

### Incidentes antes del concurso
Durante la noche final del concurso, un grupo de manifestantes se reunió frente al Kiel Auditorium para expresar su descontento con el evento. Los manifestantes argumentaron que el este promovía la cosificación de las mujeres, el racismo y la discriminación por edad, y que los fondos utilizados para su organización podrían haberse destinado a otras necesidades, como la lucha contra la pobreza y la falta de vivienda. Poco después de que el concurso comenzó, la protesta llegó a su fin.

## Resultados

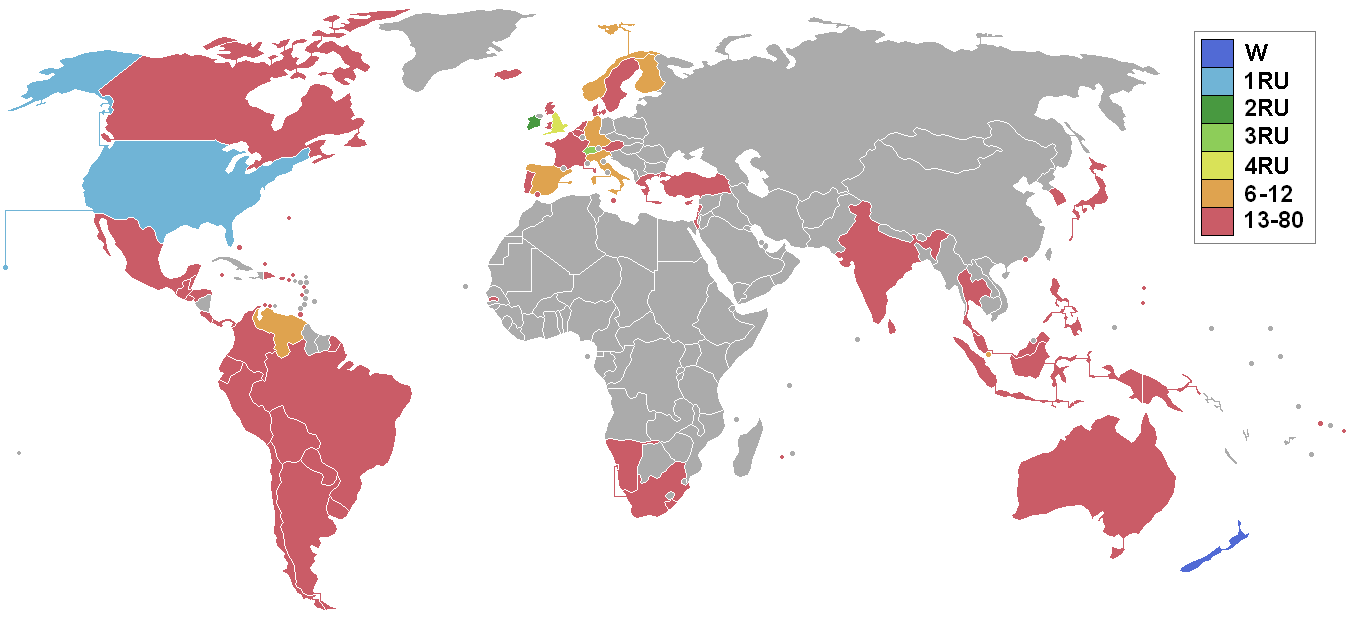
Países y territorios que enviaron candidatas y resultados para Miss Universo 1983

### Clasificación final
La ganadora, las finalistas y las semifinalistas son las siguientes candidatas:
| Posición           | Concursante |
| ------------------ | --- |
| Miss Universo 1983 | - Nueva Zelanda - Lorraine Downes (18) |
| 1.ª finalista      | - Estados Unidos - Julie Hayek (22) |
| 2.ª finalista      | - Irlanda - Roberta Brown (20) |
| 3.ª finalista      | - Suiza - Lolita Morena (22) |
| 4.ª finalista      | - Inglaterra - Karen Moore (21) |
| Semifinalistas     | - Alemania - Loana Radecki (20) - Venezuela - Paola Ruggeri (21) - Singapur - Kathie Lee (Lee Lee-Beng) (20) - Italia - Federica Moro (18) - Finlandia - Nina Rekola (20) - Noruega - Elizabeth Dobloug (21) - España - Ana Isabel Herrero (18) |

### Premios especiales
Los premios de Traje nacional, Miss Simpatía y Miss Fotogénica fueron otorgados a las siguientes naciones y candidatas:
| Premio          | Premio          | Concursante                                                    |
| --------------- | --------------- | -------------------------------------------------------------- |
| Traje nacional  | Ganadora        | - Corea del Sur - Kim Jong-jun                                 |
| Traje nacional  | 2.º lugar       | - Islas Vírgenes de los Estados Unidos - Julie Elizabeth Woods |
| Traje nacional  | 3.er lugar      | - Japón - Yuko Yamaguchi                                       |
| Miss Simpatía   | Miss Simpatía   | - Gambia - Abbey Scattrel Janneh                               |
| Miss Fotogénica | Miss Fotogénica | - Suiza - Lolita Morena                                        |

## Puntajes oficiales

### Competencia semifinal
Según el orden en el cual las doce semifinalistas fueron anunciadas, sus puntajes oficiales fueron los siguientes:
| País           | Promedio preliminar | Entrevista | Traje de baño | Traje de noche | Promedio semifinal |
| -------------- | ------------------- | ---------- | ------------- | -------------- | ------------------ |
| Nueva Zelanda  | 8.325 (6)           | 9.081 (3)  | 9.177 (4)     | 9.358 (2)      | 9.205 (3)          |
| Italia         | 7.956 (12)          | 8.644 (9)  | 8.922 (8)     | 9.016 (10)     | 8.860 (9)          |
| Singapur       | 8.222 (7)           | 8.658 (8)  | 8.766 (10)    | 9.161 (8)      | 8.861 (8)          |
| Venezuela      | 8.464 (2)           | 8.666 (7)  | 9.088 (7)     | 9.338 (3)      | 9.030 (7)          |
| Irlanda        | 8.353 (5)           | 9.244 (1)  | 9.161 (5)     | 9.192 (6)      | 9.199 (4)          |
| Noruega        | 8.089 (11)          | 8.486 (10) | 8.505 (12)    | 8.822 (11)     | 8.604 (11)         |
| Suiza          | 8.395 (3)           | 9.138 (2)  | 9.220 (3)     | 9.338 (3)      | 9.232 (2)          |
| España         | 8.098 (9)           | 8.261 (12) | 8.577 (11)    | 8.788 (12)     | 8.542 (12)         |
| Inglaterra     | 8.385 (4)           | 9.027 (4)  | 9.244 (2)     | 9.172 (7)      | 9.147 (5)          |
| Finlandia      | 8.143 (8)           | 8.427 (11) | 8.888 (9)     | 9.144 (9)      | 8.573 (10)         |
| Estados Unidos | 8.708 (1)           | 8.916 (5)  | 9.333 (1)     | 9.455 (1)      | 9.234 (1)          |
| Alemania       | 8.091 (10)          | 8.872 (6)  | 9.094 (6)     | 9.322 (5)      | 9.096 (6)          |

Las cinco finalistas fueron anunciadas en el siguiente orden: Inglaterra, Nueva Zelanda, Irlanda, Estados Unidos y Suiza.

## El concurso

### Formato
Se seleccionaron doce semifinalistas mediante una competición preliminar y entrevistas a puerta cerrada. Las semifinalistas participaron en la competencia de trajes de baño y de noche, y respondieron preguntas en una breve entrevista en el escenario con el presentador, Bob Barker. Durante la serenata a las cinco finalistas, los jueces tomaron su decisión final.
En esta edición, se presentaron por primera vez las «hermanitas» —en inglés: little sisters—, quienes acompañaron a las doce semifinalistas en la competencia de trajes de noche.

### Jurado
El panel de jueces estuvo conformado por las siguientes once personas:
- Lewis Collins, actor británico
- Peter Diamandis, empresario greco-estadounidense
- Erol Evgin, cantante y compositor turco
- Rocío Jurado, actriz y cantante española
- Ruby Keeler, actriz estadounidense
- Ken Norton, boxeador estadounidense
- Patricia Neary, bailarina y directora de ballet estadounidense
- Soon-Tek Oh, actor coreano-estadounidense
- Marlin Perkins, zoólogo y presentador de televisión estadounidense
- Rosemary Rogers, escritora esrilanquesa
- Irene Sáez, Miss Universo 1981 de Venezuela

Stan Musial estaba previsto para ser uno de los jueces, pero se retiró antes de la competencia preliminar debido a una úlcera gástrica, por lo que el número de jueces se redujo de doce a once. Musial tampoco estuvo presente en la final.

## Concursantes
Las candidatas al título de Miss Universo 1983 fueron las siguientes:
| País/Territorio                      | Candidata                | Edad | Procedencia       |
| ------------------------------------ | ------------------------ | ---- | ----------------- |
| Alemania Occidental                  | Loana Radecki            | 20   | Berlín            |
| Argentina                            | María Daniela Carara     | 20   | Buenos Aires      |
| Aruba                                | Milva Evertsz            | 24   | Oranjestad        |
| Australia                            | Simone Cox               | 20   | Sídney            |
| Austria                              | Mercedes Stermitz        | 25   | Estiria           |
| Bahamas                              | Christina Thompson       | 18   | Nasáu             |
| Bélgica                              | Françoise Bostoen        | 20   | Roeselare         |
| Belice                               | Shirlene McKay           | –    | Belmopán          |
| Bermudas                             | Angelita Diaz            | 20   | Saint George      |
| Bolivia                              | Cecilia Zamora           | –    | Tarija            |
| Brasil                               | Marisa Fully Coelho      | 21   | Manhumirim        |
| Canadá                               | Jodi Rutledge            | 22   | Winnipeg          |
| Chile                                | Josefa Isensee           | 20   | Santiago          |
| Chipre                               | Marina Rauscher          | 18   | Limasol           |
| Colombia                             | Julie Pauline Sáenz      | 17   | Bogotá            |
| Corea del Sur                        | Jong-jun Kim             | –    | Seúl              |
| Costa Rica                           | María Gabriela Pozuelo   | –    | San José          |
| Curazao                              | Maybelline Snel          | 22   | Willemstad        |
| Dinamarca                            | Inge Thomsen             | 19   | Copenhague        |
| Ecuador                              | Mariela García           | 19   | Portoviejo        |
| El Salvador                          | Claudia Oliva            | 21   | San Salvador      |
| Escocia                              | Linda Renton             | 22   | Edimburgo         |
| España                               | Ana Isabel Herrero       | 18   | Zaragoza          |
| Estados Unidos                       | Julie Hayek              | 22   | Westwood          |
| Filipinas                            | Rosita Capuyon           | 20   | Manila            |
| Finlandia                            | Nina Rekola              | 20   | Nakkila           |
| Francia                              | Frederique Leroy         | 20   | Burdeos           |
| Gales                                | Lianne Gray              | 20   | Cardiff           |
| Gambia                               | Abbey Scattrel Janneh    | 19   | Banjul            |
| Grecia                               | Sia Farfaraki            | 18   | Atenas            |
| Guadalupe                            | Nicole LeBorgne          | –    | Basse-Terre       |
| Guam                                 | Pamela Booth             | 18   | Tamuning          |
| Guatemala                            | Victoria Gonzales        | 20   | Escuintla         |
| Guayana Francesa                     | Marie Georges Achamana   | –    | Cayena            |
| Gibraltar                            | Louise Gillingwater      | 20   | Gibraltar         |
| Holanda                              | Nancy Lalleman-Heynis    | 18   | Zaandam           |
| Honduras                             | Ollie Thompson           | 18   | Islas de la Bahía |
| Hong Kong                            | Cherona Yeung            | 19   | Hong Kong         |
| India                                | Rekha Hande              | 18   | Bangalore         |
| Indonesia                            | Andi Botenri             | 17   | Yakarta           |
| Inglaterra                           | Karen Moore              | 21   | Southsea          |
| Irlanda                              | Roberta Brown            | 20   | Derry             |
| Islandia                             | Unnur Steinsson          | 20   | Álftanes          |
| Islas Caimán                         | Effie Ebanks             | 18   | George Town       |
| Islas Cook                           | Carmena Blake            | –    | Avarua            |
| Islas Marianas del Norte             | Thelma Mafnas            | 17   | Saipán            |
| Islas Turcas y Caicos                | Lolita Ariza             | 22   | Gran Turca        |
| Islas Vírgenes Británicas            | Anna Maria Joseph        | 19   | Tórtola           |
| Islas Vírgenes de los Estados Unidos | Julie Elizabeth Woods    | –    | Charlotte Amalie  |
| Israel                               | Shimona Hollender        | 17   | Tel Aviv          |
| Italia                               | Federica Moro            | 18   | Milán             |
| Japón                                | Yuko Yamaguchi           | 20   | Osaka             |
| Líbano                               | May Mansour Chahwan      | 19   | Beirut            |
| Malasia                              | Puspa Mohammed           | 21   | Kedah             |
| Malta                                | Christine Bonnici        | –    | Sliema            |
| Martinica                            | Marie Line Laupa         | –    | Fort-de-France    |
| México                               | Mónica Rosas             | 17   | Durango           |
| Namibia                              | Astrid Klotzsch          | 22   | Windhoek          |
| Noruega                              | Karen Dobloug            | 21   | Furnes            |
| Nueva Zelanda                        | Lorraine Downes          | 18   | Auckland          |
| Panamá                               | Elizabeth Bylan          | 17   | Balboa            |
| Papúa Nueva Guinea                   | Shannelle Bray           | 20   | Port Moresby      |
| Paraguay                             | Mercedes Bosch           | 21   | Asunción          |
| Perú                                 | Vivien Griffiths         | 22   | Lima              |
| Portugal                             | Anabella Ananiades       | –    | Lisboa            |
| Puerto Rico                          | Carmen Batíz             | 18   | Trujillo Alto     |
| República Dominicana                 | María Alexandra Astwood  | 17   | Santo Domingo     |
| Reunión                              | Eliane LeBeau            | –    | Saint-Denis       |
| Samoa                                | Falute Mama              | –    | Apia              |
| Singapur                             | Kathie Lee               | 20   | Singapura         |
| Sri Lanka                            | Shyama Fernando          | 24   | Colombo           |
| Sudáfrica                            | Leanne Hosking           | 18   | Durban            |
| Suecia                               | Viveca Jung              | 17   | Gotemburgo        |
| Suiza                                | Lolita Morena            | 22   | Locarno           |
| Tailandia                            | Jinda Nernkrang          | 22   | Bangkok           |
| Transkei                             | Pamela Xokelelo          | –    | Mthatha           |
| Trinidad y Tobago                    | Sandra Williams          | –    | Saint George      |
| Turquía                              | Dilara Haraççı           | –    | Estambul          |
| Uruguay                              | María Jacqueline Beltrán | 18   | Montevideo        |
| Venezuela                            | Paola Ruggeri            | 21   | Caracas           |